# Zygophyxia transmeata
Zygophyxia transmeata là một loài bướm đêm trong họ Geometridae.